# 知念広弥
知念 広弥（ちねん こうや、1989年12月18日 - ）は、沖縄県那覇市出身の元プロ野球選手（投手）。左投左打。

## 経歴

### プロ入り前
ドッジボールの際に肩の強さを褒められたことから野球を始める。那覇市立高良小学校時代は「高良カープ」で軟式野球をプレーし、那覇市立小禄中学校時代は「沖縄ダイヤモンドクラブ」で硬式野球をプレー。中学時代はフレッシュリーグ（九州硬式少年野球協会）で3位の実績を誇る。
中学卒業後は更なるレベルアップを目指し、地元・沖縄県を離れ、岡山県浅口市のおかやま山陽高等学校に進学。高校では2年生から直球を武器にした投手として頭角を現すも、冬にフォームを見失って球速を落としてしまう。球威の戻らぬまま、高校を卒業した。
高校時代の監督の堤尚彦からの紹介で金沢学院大学に進学。調子を戻すことができぬまま、3年間は北陸大学野球連盟公式戦に殆ど登板することができなかったが、良かった頃のフォームに戻そうとせず、新たなフォームに挑戦したところ、4年生の春季リーグで4勝を挙げるなど、チームの中心投手となる躍進を遂げた。伸び悩んでいた頃、同大学のトランポリン部に所属していた、のちの妻と知り合っている。
この躍進から、社会人野球の九州三菱自動車に入団。チームは1年目から都市対抗出場を果たすも、その後は低迷。2015年シーズン終了まで4年間プレーする。社業は順調で、社内で2度も表彰されるほど優秀な社員であったが、プロ野球選手を志してこの年の秋に退社した。

### BCリーグ・新潟時代
横浜DeNAベイスターズと読売ジャイアンツの入団テストを受けたが、いずれも不合格となってしまい、独立リーグ・BCリーグの入団テストを受験。2015年11月28日に実施されたBCリーグドラフト会議において、新潟アルビレックス・ベースボール・クラブにドラフト4位指名を受け入団。
BCリーグでは、2年目の2017年に開幕投手を任されるほどに成長。シーズン中に左肘を痛めて成績が低下するも、後半戦には本来の調子を取り戻した。しかし、BCリーグでの2年間、年齢がネックとなりNPBドラフトにはかからず、同年10月31日に退団が発表された（任意引退）。

### 台湾時代
一度は引退を決意したものの、2018年3月にBCリーグ・新潟の加藤博人監督の紹介で台湾・中華職業棒球大聯盟の統一セブンイレブン・ライオンズの入団テストを自費で受験し合格。3月13日に球団から二軍入団が発表され、8月17日に一軍昇格。一軍では未勝利に終わり、同年8月31日に外国人選手としての登録から外れ退団したが、監督の黃甘霖から来年の契約を約束された。
2019年1月9日、統一と再契約したことが発表された。同年2月5日に研修を通じて学生野球資格を回復していたが、統一との再契約により、同月15日に資格を喪失している。昨年活躍した外国人選手の調整が遅れていたこともあり、3月23日の開幕を一軍で迎えることになった。同月29日の対Lamigoモンキーズ戦で二番手として登板するとチームが逆転。プロ初勝利を手にし、妻とともにお立ち台に立った。台湾プロ野球での日本人投手の勝利は2014年の正田樹以来5年ぶりだった。しかし、変化球の変化量を上げようとフォームを変更したところ、直球の伸びが無くなって痛打される場面が多くなってしまい、4月下旬に二軍降格。フォームを修正して、二軍で調子を取り戻し始めた矢先の5月6日、チーム事情もあって外国人選手としての登録から外れ、統一から二度目の退団となった。

### 社会人野球復帰
統一退団後の6月18日に学生野球資格を再回復。選手引退も考えていたが、9月に子供が誕生することを切っ掛けに現役続行を決断。8月、社会人野球の日立製作所に入部した。日立製作所にはBCリーグ・新潟2年目のときに監督だった加藤がコーチを務めている。在籍3年目の2021年シーズンをもって野球部を退部することが発表された。

### 現役引退後
学生野球資格を回復していることを活かし、学生野球指導者活動を行う。母校の金沢学院大学で2022年度の育成・投手コーチを務めた。

## 選手としての特徴
身長175cmと小柄ながら、最速152km/hのストレートを武器とするサウスポー。変化球はツーシーム、スライダー、フォークを使い分ける。台湾プロ野球界でスタミナが課題となり、2018年に退団する主な原因となったが、監督の黃甘霖も認める「諦めない男」である。
社会人3年目から特徴をつけるためにサイドスローに転向していたが、BCリーグ・新潟入団後に当時監督だった赤堀元之の勧めでオーバースローに戻すと、自己最速を5km/h以上も更新する成長を見せた。

## 詳細情報

### 年度別投手成績
| 年 度     | 球 団     | 登 板 | 先 発 | 完 投 | 完 封 | 無 四 球 | 勝 利 | 敗 戦 | セ 丨 ブ | ホ 丨 ル ド | 勝 率 | 打 者 | 投 球 回 | 被 安 打 | 被 本 塁 打 | 与 四 球 | 敬 遠 | 与 死 球 | 奪 三 振 | 暴 投 | ボ 丨 ク | 失 点 | 自 責 点 | 防 御 率 | W H I P |
| --------- | --------- | ----- | ----- | ----- | ----- | -------- | ----- | ----- | -------- | ----------- | ----- | ----- | -------- | -------- | ----------- | -------- | ----- | -------- | -------- | ----- | -------- | ----- | -------- | -------- | ------- |
| 2018      | 統一      | 1     | 1     | 0     | 0     | 0        | 0     | 1     | 0        | 0           | .000  | 26    | 4.2      | 9        | 0           | 2        | 0     | 1        | 5        | 0     | 0        | 7     | 7        | 13.50    | 2.36    |
| 2019      | 統一      | 13    | 0     | 0     | 0     | 0        | 2     | 2     | 0        | 3           | .500  | 47    | 8.2      | 19       | 1           | 2        | 0     | 0        | 11       | 0     | 0        | 10    | 10       | 10.38    | 2.42    |
| 通算：2年 | 通算：2年 | 14    | 1     | 0     | 0     | 0        | 2     | 3     | 0        | 3           | .400  | 73    | 13.1     | 28       | 1           | 4        | 0     | 1        | 16       | 0     | 0        | 17    | 17       | 11.47    | 2.40    |

### 記録
- 初登板・初先発：2018年8月22日、対富邦ガーディアンズ戦（新荘体育場野球場）、4回2/3を7失点で敗戦投手
- 初奪三振：同上、1回裏に王正棠（中国語版）から空振り三振
- 初勝利：2019年3月29日、対Lamigoモンキーズ戦（台南市立野球場）、6回表に2番手で救援登板、1回2/3を無失点

### 独立リーグでの年度別投手成績
| 年 度     | 球 団     | 登 板 | 勝 利 | 敗 戦 | セ 丨 ブ | 完 投 | 勝 率 | 投 球 回 | 打 者 | 被 安 打 | 被 本 塁 打 | 奪 三 振 | 与 四 球 | 与 死 球 | 失 点 | 自 責 点 | 暴 投 | ボ 丨 ク | 防 御 率 | W H I P |
| --------- | --------- | ----- | ----- | ----- | -------- | ----- | ----- | -------- | ----- | -------- | ----------- | -------- | -------- | -------- | ----- | -------- | ----- | -------- | -------- | ------- |
| 2016      | 新潟      | 33    | 5     | 6     | 1        | 1     | .455  | 97.0     | 414   | 91       | 2           | 80       | 22       | 3        | 45    | 34       | 4     | 6        | 3.15     | 1.16    |
| 2017      | 新潟      | 18    | 2     | 2     | 0        | 0     | .500  | 51.2     | 225   | 51       | 4           | 52       | 16       | 2        | 27    | 25       | 1     | 0        | 4.35     | 1.31    |
| 通算：2年 | 通算：2年 | 51    | 7     | 8     | 1        | 1     | .467  | 148.2    | 639   | 142      | 6           | 132      | 38       | 5        | 72    | 59       | 5     | 6        | 3.58     | 1.21    |

- 各年度の太字はリーグ最高

### 背番号
- 25（2016年 - 2017年）
- 14（2018年 - 2019年）